# Un chapeau de paille
Pour les articles homonymes, voir Un chapeau de paille d'Italie (homonymie).
Pour plus de détails, voir Fiche technique et Distribution.
Un chapeau de paille (en russe : Соломенная шляпка, Solomennaya Chliapka) est un film musical soviétique librement adaptée d'Un chapeau de paille d'Italie d'Eugène Labiche et Marc-Michel. Sorti en 1974, le film est réalisé par Leonid Kvinikhidze et produit par les studios Lenfilm pour la télévision centrale soviétique.

## Fiche technique
- Titre : Un chapeau de paille
- Titre original : Соломенная шляпка
- Réalisation : Leonid Kvinikhidze
- Scénario : Leonid Kvinikhidze d'après la pièce de Eugène Labiche et Marc-Michel
- Photographie : Evgueni Chapiro
- Direction artistique : Boris Bykov
- Costumes : Tatiana Kotcherguina
- Son : Galina Gorbonossova
- Montage : Aleksandr Borovski
- Textes de chansons : Boulat Okoudjava
- Compositeur : Isaak Schwarz
- Chorégraphie : Kirill Laskari
- Production : Lenfilm
- Diffusion : Télévision centrale soviétique
- Genre : film musical
- Pays d'origine : URSS
- Format : 1.85:1 - couleurs - Mono
- Durée : 127 minutes
- Langue : russe
- Sortie : 4 janvier 1975

## Distribution
- Andreï Mironov : Léonidas Fadinard
- Lioudmila Gourtchenko : Clara Baucardon, modiste
- Vladislav Strzelczyk : Antoine Nonancourt,
- Zinovi Gerdt : Tardiveau, comptable chez Clara Baucardon
- Efim Kopelian : Beauperthuis
- Ekaterina Vassilieva : Anaïs, femme de Beauperthuis
- Alissa Freindlich : baronne de Champigny
- Mikhaïl Kozakov : comte Achille de Rosalba
- Igor Kvacha : lieutenant Émile Tavernier
- Aleksandr Beniaminov : oncle Vézinet
- Vladimir Tatossov : Félixe, valet de Fadinard
- Irina Maguto : Virginie, bonne chez Beauperthuis
- Sergueï Migitsko : Bobin, neveu de Nonancourt
- Mikhaïl Boïarski : Ninardi, chanteur italien
- Sergueï Boïarski : caporal
- Marina Starykh : Hélène, fille de Nonancourt

## Histoire de la création
Le plan du film est apparu à Leonid Kvinikhidze immédiatement après la fin du tournage du film l'Effondrement de l'ingénieur Garin, et il a invité toute l'équipe de tournage dans le film. À l'origine, Oleg Borisov était considéré comme le rôle principal, mais il avait besoin d'un traitement urgent et Andreï Mironov a reçu le rôle (Lioudmila Gourtchenko a ensuite rappelé: «Nous nous sommes réunis pour encadrer le génie d'andreyush, et nous l'avons fait»). Nonna terentyeva était initialement invitée pour le rôle de Clara, mais Lyudmila Gurchenko s'est avérée plus convaincante lors des essais. Dans le rôle épisodique d'un simple lampadaire, le dramaturge Mikhail roshchin apparaît, qui a alors eu une liaison avec Ekaterina Vassilieva, qui a joué dans le film. Alissa Freindlich, connue du public uniquement pour ses rôles dramatiques, est apparue pour la première fois au cinéma sous une forme comique. Andrei Mironov a appris à rester en selle pendant le tournage,,.
Le film est devenu le premier rôle notable pour Mikhaïl Boïarski: "l'œil Tenace des réalisateurs m'a calculé comme un artiste "jeune, semblable à un Italien". J'étais poilu, quelque chose comme un Italien, et en général, je n'ai pas gâché le tableau. L'acteur a beaucoup parlé d'Alissa Freindlich, qui l'a aidé avec de précieux conseils: «Derrière son éventail, vous pouvez cacher n'importe quel artiste en herbe».

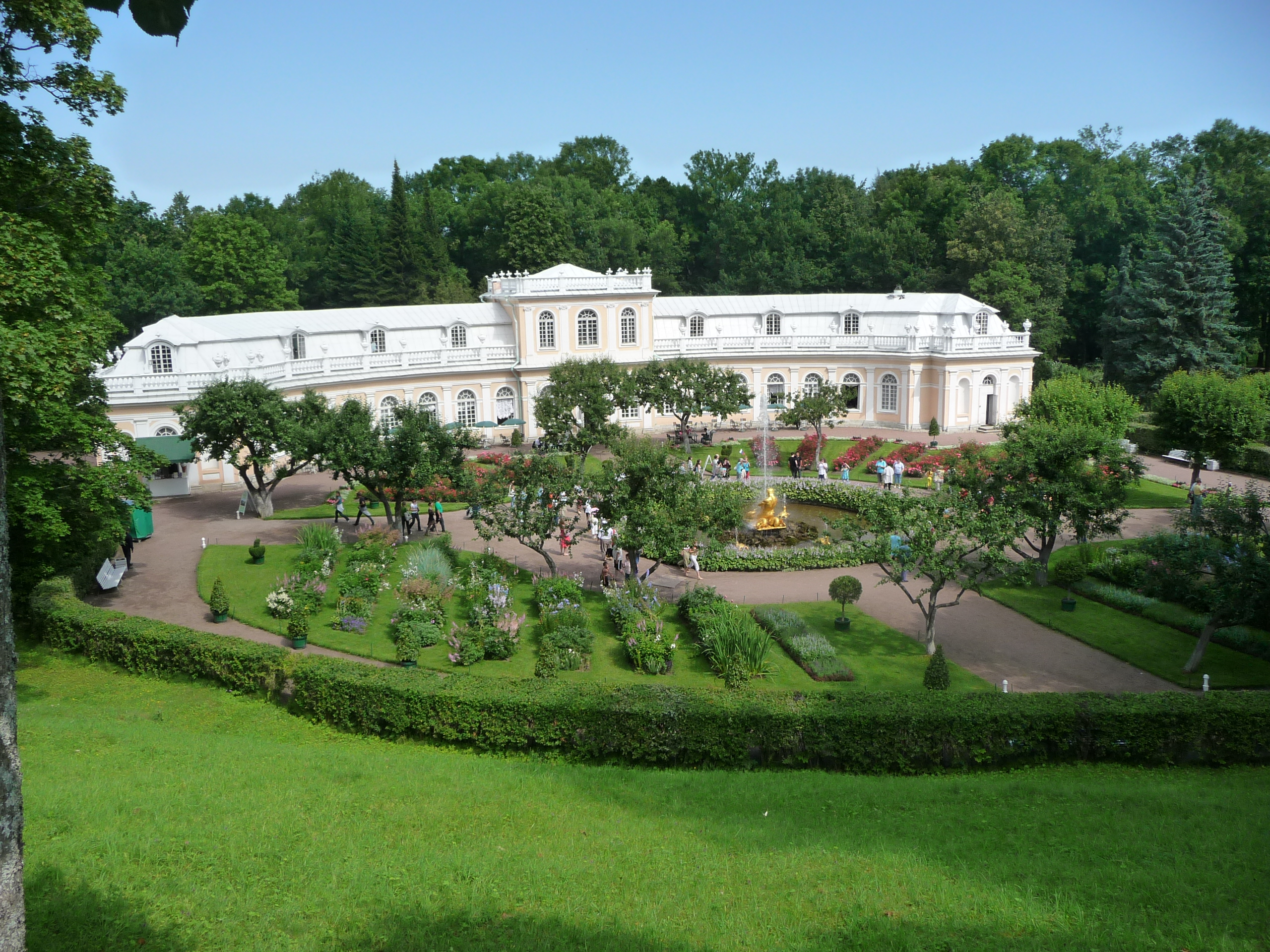
Grande Orangerie, Peterhof.

Le tournage a été réalisé à Tartu et à Saint-Pétersbourg. Il y avait une atmosphère détendue sur le plateau: les acteurs se jouaient, se livraient à de petites escapades ludiques. Kvinikhidze, qui appréciait les improvisations, a ordonné de ne pas éteindre la caméra, quoi qu'il arrive. En conséquence, le film comprenait de nombreux épisodes qui n'étaient pas dans le scénario — par exemple, des scènes où une perruque tombe du héros de Mikhail Kozakov lors d'un duel, ou lorsque Mironov embrasse Freindlich en présence de Boïarski. Kozakov a abordé l'image du vicomte de Rosalba avec une certaine liberté, créant l'image d'un dandy à l'orientation sexuelle incertaine; entendant la remarque de l'acteur sur "un pré avec des vaches et un berger", Mironov a ri: "Tu es fou! Ils fermeront tout à l'enfer!", mais la scène était incluse dans le film. Aleksandr Beniaminov (oncle Vezine) ne se souvenait pas du texte de l'auteur et improvisait constamment.